# Dore Jacobs
Dore Jacobs (* 27. Juni 1894 in Essen; † 5. März 1979 ebenda) war Bewegungspädagogin (rhythmische Erziehung) und 1925 Gründerin der Bundesschule für Körperbildung und rhythmische Erziehung, der Vorgängereinrichtung des Dore-Jacobs-Berufskollegs. 

## Leben

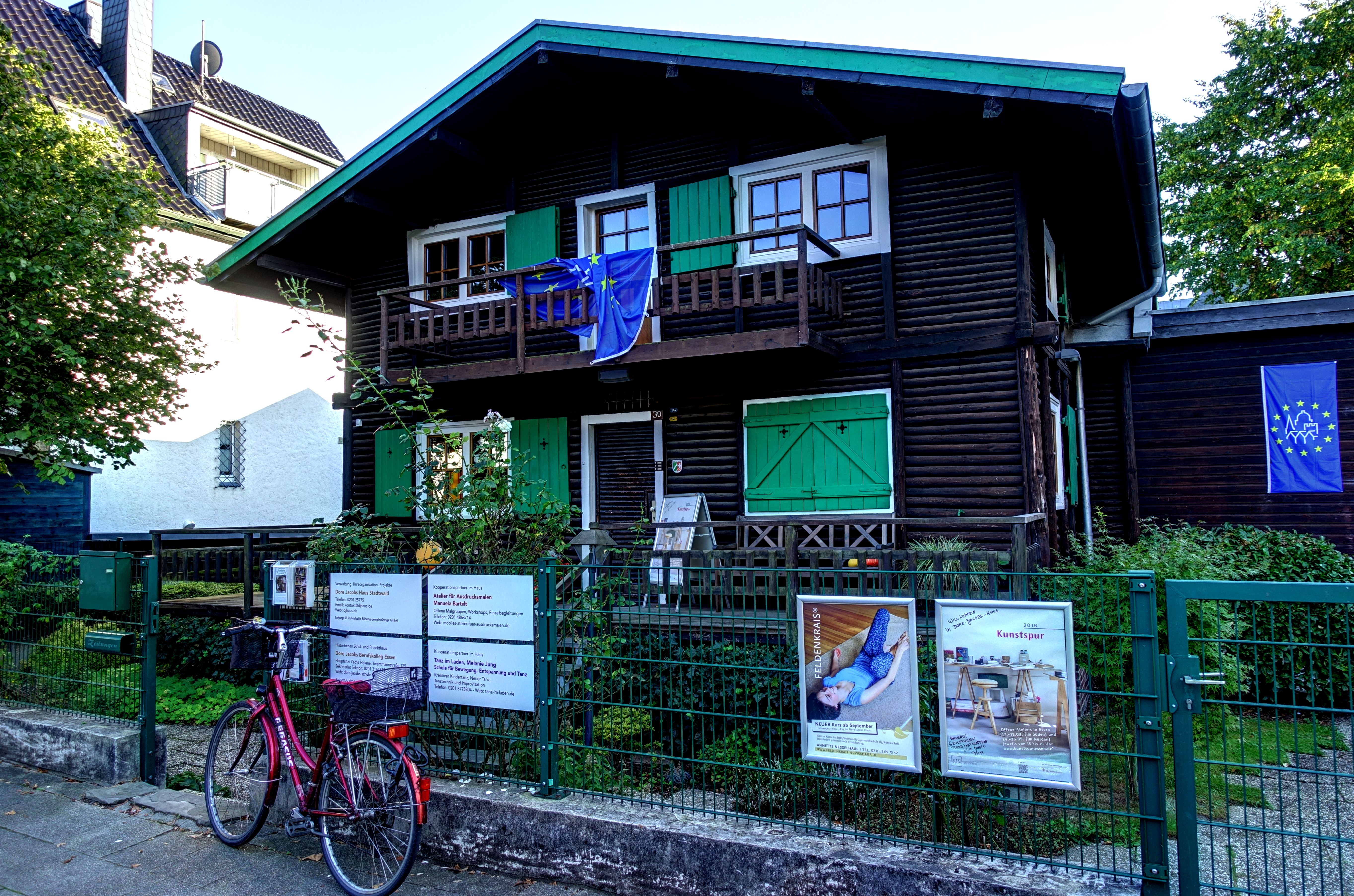
Dore-Jacobs-Haus (2016)

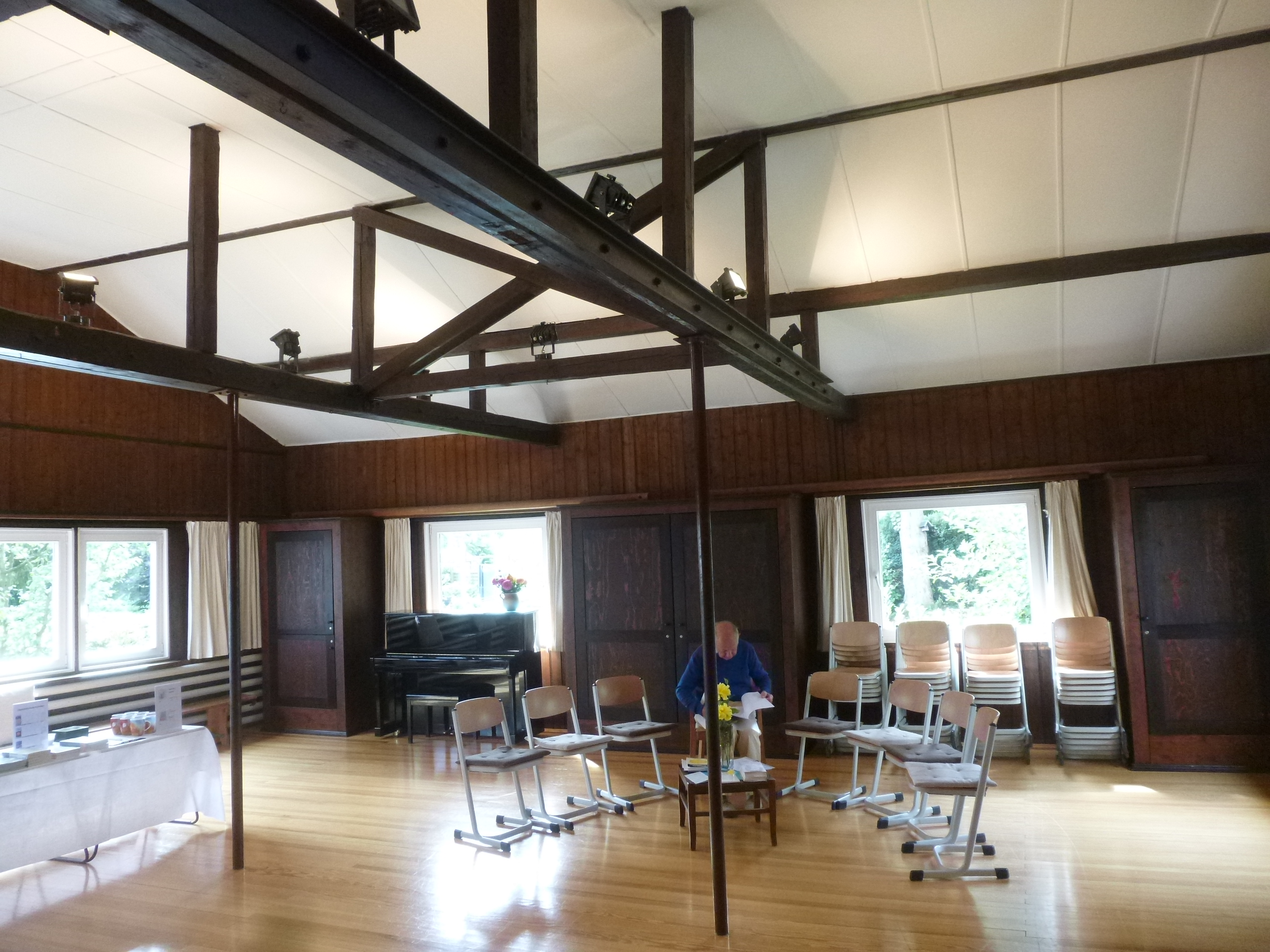
Mehrzweckraum mit Klavier (2018)

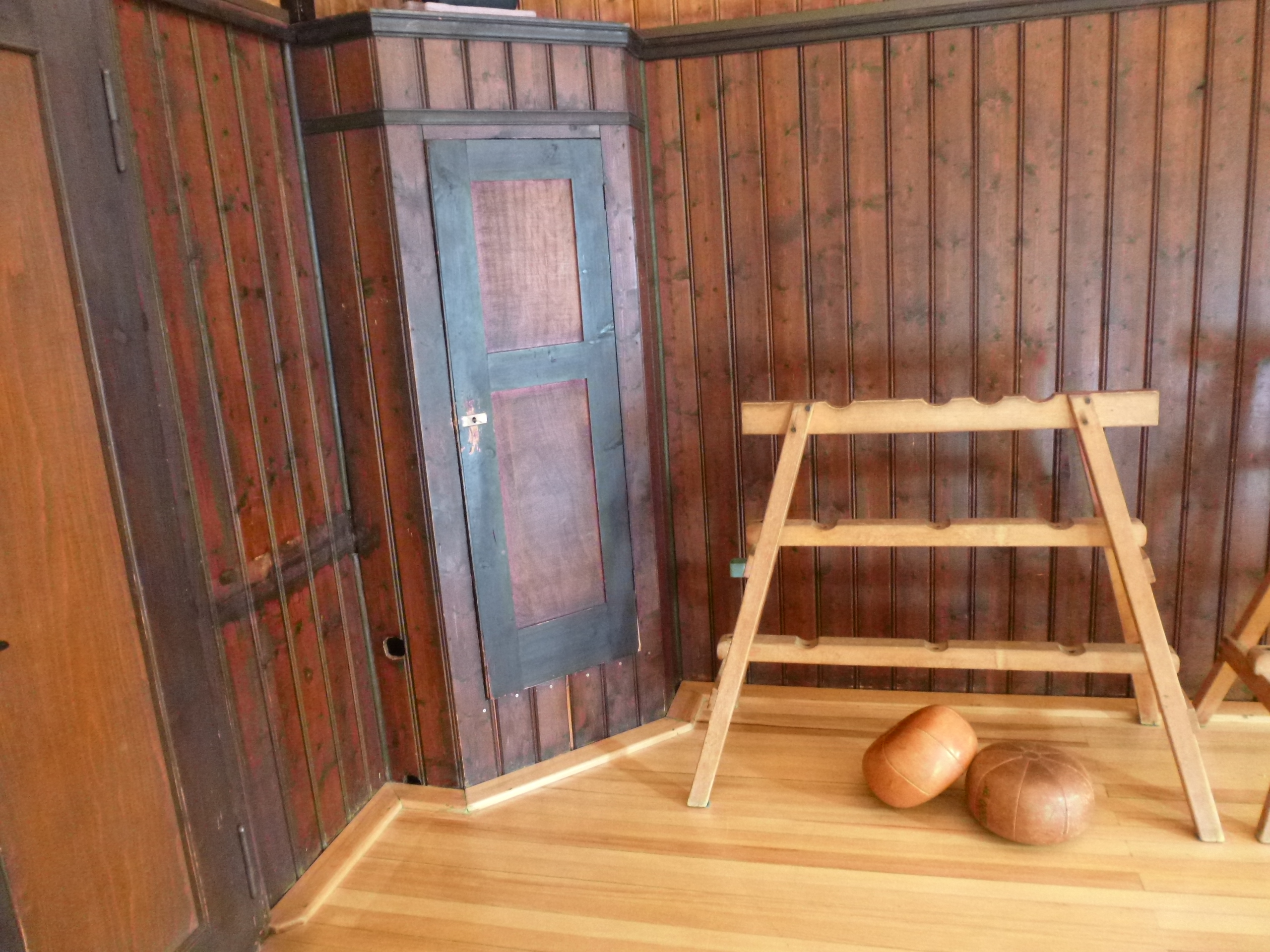
Geräte (2018)

Dore Jacobs wurde als Tochter des jüdischen Juristen und Philosophen Ernst Marcus und seiner Frau Berta (geborene Auerbach, 1869–1918), Gründerin eines Vereins zur Verteidigung der Frauenrechte. Sie studierte in Heidelberg Mathematik und Physik und in Dresden-Hellerau an der Schule Émile Jaques-Dalcroze Rhythmik und Gehörbildung. Ihr Examen machte sie dort 1913. Ein weiteres Studium in Bonn folgte. Als Studentin besuchte sie auch Vorlesungen von Martin Buber und gehörte dem zionistischen Jugendbund Blau-Weiß an.
1914 heiratete Dore Marcus den Mathematiker, Pädagogen und Philosophen Artur Jacobs. Gemeinsam gründen sie den Bund – Gemeinschaft für sozialistisches Leben. Ziel war eine Lebensweise, in dem die ganze Person aufgehen sollte – Körper, Geist und Seele. Hierzu gehörten auch Bewegung und Tanz.
1925 gründete sie die Bundesschule für Körperbildung und rhythmische Erziehung (heute: Dore-Jacobs-Berufskolleg). Die Schulen wurden 1934 verboten und geschlossen. Dore Jacobs überlebte im Untergrund mit Hilfe des Bundes, der unter der Führung ihres Mannes Artur Jacobs illegal weiterarbeitete. September 1944 musste sie – die bis dahin als privilegierte Jüdin gegolten hatte – untertauchen. Sie fand mit ihrem Mann am Bodensee Schutz in einer Pension, die von Freunden geleitet wurde.
In der Nachkriegszeit, die von schwerer Krankheit geprägt war, konzentrierte Dore Jacobs sich auf die Fertigstellung ihrer Lehrwerke zur Bewegungsbildung. Die von ihr gegründete Schule wird bis in die Gegenwart als Dore-Jacobs-Berufskolleg in privater Trägerschaft weitergeführt.

## Schriften (Auswahl)
- Die menschliche Bewegung. Düsseldorf 1972.
- Bewegungsbildung – Menschenbildung. Düsseldorf 1976.
- Erinnerungen von Dore Jacobs, nach Aufzeichnungen von Dore Jacobs, in: Hermann Schröter (Hrsg.): Geschichte und Schicksal der Essener Juden : Gedenkbuch für die jüdischen Mitbürger der Stadt Essen. Essen : Stadt Essen, 1980, S. 186–192

## Ehrungen
2024 wurde Dore Jacobs im Rahmen des Projekts Frauenorte in die Liste der FrauenOrte NRW aufgenommen. Die Errichtung einer Gedenktafel ist für den 19. Oktober 2025 geplant.